# هیدروژنوزوم

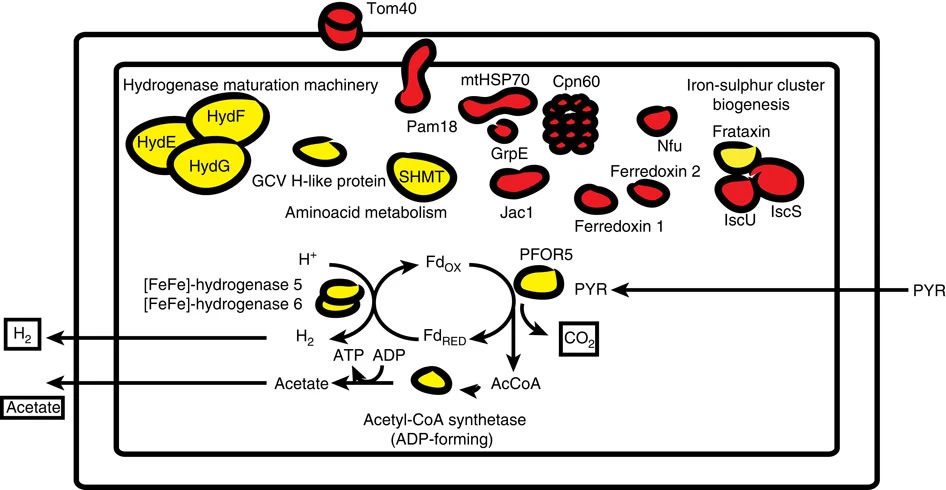
نمودار فعالیت هیدروژنوزومی S.salmonicida تولیدکننده ATP، هیدروژن مولکولی، استات و کربن دی‌اکسید

هیدروژنوزوم اندامکی محصور در غشا است که در برخی مژک‌داران بی‌هوازی، تاژک‌داران و قارچ‌ها یافت می‌شود. هیدروژنوزوم‌ها اندامک‌های بسیار متغیری هستند که احتمالاً از میتوکندری برای تولید هیدروژن مولکولی و ATP در شرایط بی‌هوازی تکامل یافته‌اند.
هیدروژنوزوم‌ها توسط دی.جی. لیندمارک و ام. مولر در سال ۱۹۷۳ کشف شدند. با توجه به این واقعیت که هیدروژنوزوم‌ها برای جاندارانی که در محیط‌های بی‌هوازی یا تحت فشار اکسیژن زندگی می‌کنند دارای اهمیت دودمان تکاملی هستند، بسیاری از مؤسسات تحقیقاتی یافته‌های خود را در مورد چگونگی تفاوت اندامک در منابع مختلف مستند کرده‌اند.

## تاریخچه
هیدروژنوزوم‌ها در اوایل دهه ۱۹۷۰ توسط دی.جی. لیندمارک و ام. مولر در دانشگاه راکفلر جداسازی، خالص‌سازی، شناسایی بیوشیمیایی و نام‌گذاری شدند. علاوه بر این مطالعه اولیه روی هیدروژنوزوم‌ها، آن‌ها همچنین برای اولین بار حضور پیروات:فردوکسین اکسیدوردوکتاز و هیدروژناز را در یوکاریوت‌ها نشان دادند. متعاقباً مطالعات بیشتری بر روی سیتولوژی بیوشیمیایی و سازمان‌دهی درون‌سلولی چندین انگل تک‌یاخته‌ای بی‌هوازی (مانند: تک‌تارچه مهبل، تریکوموناس فوتئوس، ژیاردیا لامبلیا، و انتامیبا) انجام شد.
این محققان با استفاده از اطلاعات به دست آمده از مطالعات سیتولوژی هیدروژنوزومی و بیوشیمیایی، نحوه عملکرد مترونیدازول (Flagyl) را تعیین کردند. امروزه مترونیدازول به عنوان یک داروی شیمی‌درمانی استاندارد برای درمان عفونت‌های بی‌هوازی شناخته شده‌است.
از زمان کشف آن‌ها، هیدروژنوزوم‌ها در انواع مژک‌داران تک‌یاخته‌ای بی‌هوازی، تاژک‌داران و قارچ‌ها یافت شده‌اند. مهم‌ترین آن‌ها انگلی به نام تریکوموناس واژینالیس است. به عنوان عامل شایع‌ترین بیماری مقاربتی باکتریایی، تریکوموناس واژینالیس یک تک‌یاخته‌ای بی‌هوازی کاملاً اثبات‌شده دارای هیدروژنوزوم است.

## شرح
هیدروژنوزوم‌ها اندامک‌هایی هستند که در حدس و گمان از میتوکندری تکامل یافته‌اند تا مکانیسم دیگری را برای ساخت ATP بی‌هوازی با استفاده از پیرووات فراهم کنند. این واکنش منجر به تولید هیدروژن مولکولی می‌شود که اندامک نام خود را از آن گرفته‌است.
اندازهٔ هیدروژنوزوم‌ها از ۰٫۵ تا ۲ میکرومتر متغیر است و توسط یک غشای دوگانه محدود می‌شوند. آن‌ها بیشتر شکلی زنگوله‌مانند دارند و در مجتمع‌های بزرگی از هیدروژنوزوم‌های انباشته یافت می‌شوند. این پشته‌ها از ۴ یا ۵ (به نام کمپلکس‌های juvenile) تا ۲۰ یا بیشتر هیدروژنوزوم متغیر است.
در بیشتر موارد، هیدروژنوزوم‌ها بدون ژنوم هستند، زیرا بیشتر ژنوم میتوکندری به هسته منتقل می‌شود. به همین دلیل، تمام پروتئین‌های هیدروژنوزومی به اندامک وارد می‌شوند. با این حال، ژنوم هیدروژنوزومی در سوسک مژک‌دار نیکتوتروس اوالیس و استرامنوپیل بلاستوسیستیس یافت شده‌است.
با توجه به این واقعیت که بسیاری از جانداران برای تناسب با محیط‌های بی‌هوازی خود تکامل یافته‌اند، تعداد زیادی از جانداران به‌طور مستقل هیدروژنوزوم‌ها یا ساختارهایی با عملکردهای مشابه ایجاد کرده‌اند. اعتقاد بر این است که شباهت بین نیکتوتروس و بلاستوسیستیس که تنها از فاصلهٔ دور با هم مرتبط هستند، نتیجه تکامل همگرا است و این موضوع را زیر سؤال می‌برد که آیا تمایز روشنی بین میتوکندری‌ها، هیدروژنوزوم‌ها و میتوزوم‌ها (نوع دیگری از میتوکندری‌های منحط) وجود دارد یا خیر.

## جانداران مبدأ
فهرست غیر جامعی از جانداران دارای هیدروژنوزوم در زیر آمده‌است:
- تاژک‌داران پاراباسالید (مانند تریکوموناس واژینالیس، تریکوموناس فوئتوس، هیستوموناس ملاگریدیس)
- تاژک‌داران پراکسوستیلید (مانند تریماستیکس پیریفورمیس)
- آمیبوفلاژلاته‌های هترولوبوز (مانند پسالتریوموناس لانترنا)
- مژک‌داران بی‌هوازی (مانند نیکتوتروس اوالیس، متوپوس پالافورمیس، تریمیما کمپرسوم، کانومورفا یونیسریالیس، داسیتریکا رومینانتیوم)
- قارچ‌های کیتریدیومیست بی‌هوازی (مانند Neocallimastix spp. , Piromyces spp.)

تنوع گستردهٔ جانداران مبدأ می‌تواند تأییدی بر نظریه تکامل همگرای هیدروژنوزوم‌ها از میتوکندری برای تناسب با محیط بی‌هوازی باشد.
در سال ۲۰۱۰، دانشمندان از کشف نخستین هوپس‌زیان بی‌هوازی شناخته‌شده با اندامک‌های هیدروژنوزوم مانند خبر دادند. سه گونهٔ چندیاخته‌ای از سپردارتباران — Spinoloricus nov. sp., Rugiloricus nov. sp. و Pliciloricus nov. sp. — در اعماق رسوبات مدیترانه‌ای یافت شده‌اند که از هیدروژنوزوم‌ها در چرخه متابولیسم بی‌هوازی خود استفاده می‌کنند.

## ساخت ای‌تی‌پی

الگوی ساخت ای‌تی‌پی در هیدروژنوزوم

هیدروژنوزوم‌های تریکومونادها هیدروژن مولکولی، استات، کربن دی‌اکسید و ای‌تی‌پی را با فعالیت‌های ترکیبی پیروات:فردوکسین اکسیدو ردوکتاز، هیدروژناز، استات:سوکسینات کوآ ترانسفراز و سوکسینات تیوکیناز تولید می‌کند. سوپراکسید دیسموتاز، مالات دهیدروژناز (کربوکسیل‌زدایی)، فردوکسین، آدنیلات کیناز و NADH:فردوکسین اکسیدو ردوکتاز نیز در هیدروژنوزوم قرار دارند.